# Police municipale (Genève)
 (juillet 2022).
Si vous disposez d'ouvrages ou d'articles de référence ou si vous connaissez des sites web de qualité traitant du thème abordé ici, merci de compléter l'article en donnant les références utiles à sa vérifiabilité et en les liant à la section « Notes et références ».
Dans le canton de Genève, la police municipale est un corps de police de proximité présent dans seize communes.

## Missions
Les missions principales de ces agents qualifiés, au service et engagés par les communes, sont par exemple le contrôle de l’usage accru du domaine public, la lutte contre le bruit, le maintien de la tranquillité publique, les contrôles en matière de circulation routière, la prévention et la répression en matière de propreté, la répression à la législation sur les stupéfiants ou encore la répression à la législation sur les étrangers.
En outre et par délégation de l’État, ils sont dotés des prérogatives suivantes, concernant le droit fédéral :
- Loi fédérale sur la circulation routière[4] : par exemple conduite sous l’influence de l’alcool ; automobiliste conduisant sans permis de conduire ; excès de vitesse ; etc.
- Loi fédérale sur les stupéfiants et les substances psychotropes[5] : consommation et détention (pour assurer sa propre consommation)
- Loi fédérale sur les armes, les accessoires d’armes et les munitions[6] : par exemple détention d’armes à feu, couteaux automatiques, couteaux pavillon, spray de défense interdits, etc.
- Loi fédérale sur les étrangers et l’intégration[7] : que dans les cas où ils sont intervenus dans le cadre de la violation d’autres dispositions légales (commission d’autres infractions).
- Code de procédure pénale suisse[8] : ordonner ou exécuter les mesures de contrainte, soit l'appréhension d’un individu (maximum 3 heures) ou son arrestation provisoire.

Les agents coopèrent avec la police cantonale ainsi qu'avec les diverses autorités compétentes dans leurs domaines d'activité.
S'ils constatent des infractions en dehors de leur champ de compétence, les agents doivent transmettre le cas à la police cantonale.
Un accord existe entre certaines communes et le canton, il s'agit du Contrat local de sécurité, visant à définir les axes prioritaires de collaboration entre les polices cantonale et municipale sur le territoire communal.

## Grades
Les grades de la police municipale sont régis par le Règlement sur les agents de la police municipale
| Grade              | Fonction                                                                                   |
| ------------------ | ------------------------------------------------------------------------------------------ |
| Agent              | Agent de terrain                                                                           |
| Appointé           | Agent en fonction depuis 3 ans au moins, sur proposition de sa hiérarchie                  |
| Caporal            | Sous-officier, chef de groupe                                                              |
| Sergent            | Sous-officier, remplaçant du chef de poste                                                 |
| Sergent-major      | Sous-officier, chef de poste                                                               |
| Lieutenant         | Officier, chef d'un corps comprenant plusieurs postes                                      |
| Premier-lieutenant | Lieutenant en fonction depuis au moins 2 ans consécutifs, sur proposition de sa hiérarchie |
| Capitaine          | Officier chef d'un corps comprenant plusieurs postes et plusieurs autres officiers         |

## Équipement et véhicules

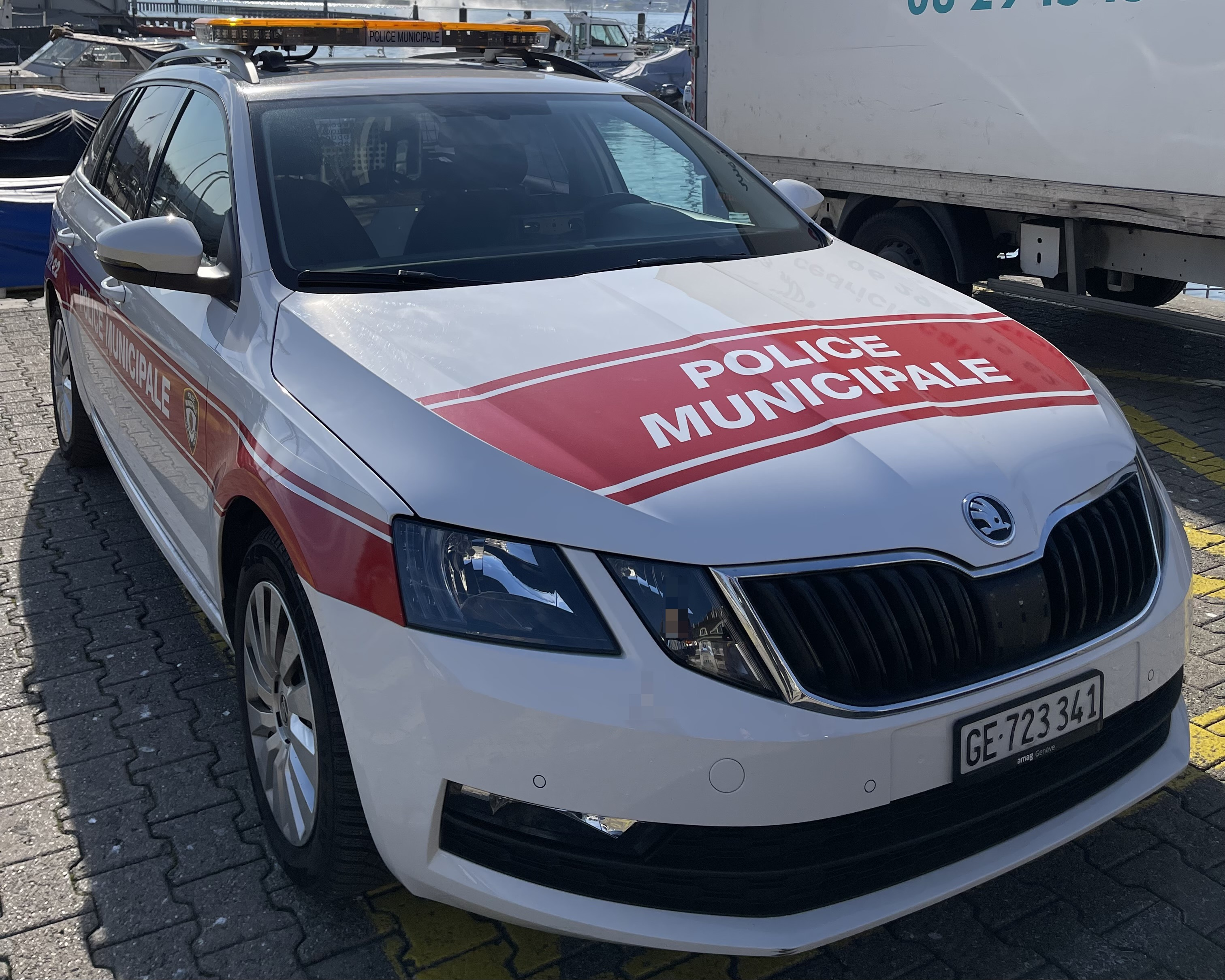
Skoda Octavia 1.5GTEC utilisée par la police municipale de la ville de Genève

Tous les agents du canton portent le même uniforme. Ils sont distingués par l'insigne de la commune pour laquelle ils travaillent.
Les agents disposent de moyens de défense, tels que :
- le spray au poivre
- les menottes
- le bâton tactique

C'est le seul corps de police municipale de Suisse qui ne possède pas d'arme à feu.
Les véhicules utilisés varient d'une commune à une autre. Ils sont tous sérigraphiés de la même manière et possèdent une rampe orange sur le toit, mais ne sont pas munis de signaux prioritaires.